# Matterhorn Gotthard Bahn
Matterhorn Gotthard Bahn (MGB) – szwajcarska wąskotorowa kolej zębata poprowadzona od Zermatt do Göschenen.

## Historia
Pierwszy odcinek kolejki wąskotorowej od Zermatt do Visp został otwarty w dniu 3 lipca 1891 roku dla turystów wypoczywających w Alpach Szwajcarskich. Odcinek kolejki wąskotorowej został zelektryfikowany prądem przemiennym w 1929 roku. Wąskotorowa linia kolejowa została przedłużona do Göschenen w dniu 30 czerwca 1914 roku. Na linii wąskotorowej prowadzony jest ruch panoramicznych pociągów turystycznych Glacier Express uruchamianych przez Rhätische Bahn. Na początku eksploatacji kolej była eksploatowana tylko w okresie letnim. Obecnie jest eksploatowana również zimą.